# Lê Quốc Minh
Lê Quốc Minh est un reporter, journaliste et homme politique vietnamien né le 1er décembre 1969 à Hanoï.

## Biographie
Lê Quốc Minh est né le 1er décembre 1969 à Hanoï. Il a étudié l'anglais à l'Université de Hanoi, où il a obtenu son diplôme en 1990. Il est actuellement membre du 13e Comité central du Parti communiste vietnamien.